# Кырыкмас
Кырыкмас (тат. Кырыкмас) — река в Удмуртии и Татарстане, левый приток Ижа, бассейн Камы. Длина реки — 108 км, площадь водосборного бассейна — 2100 км².

## География
Крупный приток Ижа, собирающий водосток юго-восточной Удмуртии. Исток на Сарапульской возвышенности в Удмуртии на высоте 180 м, устье — в 4 км к северо-востоку от д. Холодный Ключ. Трижды пересекает границу республик.
Протекает в Сарапульском, Каракулинском и Киясовском районах Удмуртии и в Агрызском районе Татарстана (длина в Татарстане — 26 км).

## Характеристика
Лесистость водосбора 20 %. Питание смешанное, с преобладанием снегового. Модуль подземного питания 0,26-1 л/(с×км²). Гидрологический режим характеризуется высоким половодьем и очень низкой меженью. Средний многолетний слой годового стока в бассейне 121 мм, слой стока половодья 99 мм. Весеннее половодье начинается обычно в 1-й декаде апреля. Замерзает в конце октября — начале ноября. Средний многолетний меженный расход воды в устье 1,56 м³/с.
Вода жёсткая (6-9 мг-экв/л) весной и очень жёсткая (9-12 мг-экв/л) зимой и летом. Общая минерализация 200—300 мг/л весной и 400—500 мг/л зимой и летом.

## Течение
Начинается в Сарапульском районе в 5 км от русла Камы, около д. Соколовка. Течёт первоначально на юго-запад, около нежилой д. Чёрный Ельник принимает слева приток Евлаш, справа — Толпаш. Ниже по правому берегу — д. Ежово и Куюки (нежилая). Ниже слева впадают притоки Калмашка, Поповка и Оска, после чего река поворачивает на северо-запад. По левому берегу нежилая д. Новая Бисарка. Справа впадают притоки Бисарка и Мостовинка, слева — Чернушка. Напротив устья Чернушки на правом берегу расположена д. Заборье. Ниже справа впадает р. Шадринка, ниже её устья Кырыкмас уходит в овраг. Около 3 км река течёт по границе республик. Справа впадает ручей Холодный Ключ, слева — р. Бима и Кады. По левому берегу расположена д. Сосново. Ниже устья Кады река снова уходит в овраг. На правом берегу находится д. Комсомолка, ниже неё справа впадает р. Шехостанка, слева — Сальинка. Ниже по правому берегу находится нежилая д. Мушакский Кордон. Ниже неё Кырыкмас поворачивает на юго-запад, по правому берегу нежилая д. Чельча, напротив которой слева впадает р. Крындинка. Ниже Кырыкмас снова уходит в овраг и впадает в Иж в 47 км от его устья.

## Данные водного реестра
По данным государственного водного реестра России относится к Камскому бассейновому округу, водохозяйственный участок реки — Иж от истока и до устья, речной подбассейн реки — бассейны притоков Камы до впадения Белой. Речной бассейн реки — Кама.
Код водного объекта в государственном водном реестре — 10010101212111100027347.